# Football Club Internazionale 1910-1911
Questa voce raccoglie le informazioni riguardanti il Football Club Internazionale nelle competizioni ufficiali della stagione 1910-1911.

## Stagione
Prima Categoria: l'Inter giunge sesta nella Prima Sezione, oggi l'avremmo chiamato girone A, e non accede alla finalissima.

## Rosa
| N. |                     | Ruolo | Calciatore              |
| -- | ------------------- | ----- | ----------------------- |
|    | Italia (bandiera)   | P     | Piero Campelli          |
|    | Italia (bandiera)   | D     | Oreste Viganò           |
|    | Svizzera (bandiera) | D     | Oscar Engler            |
|    | Italia (bandiera)   | D     | Mario Moretti           |
|    | Italia (bandiera)   | D     | Mario Corinaldesi       |
|    | Italia (bandiera)   | D     | Alessandro De Magistris |
|    | Svizzera (bandiera) | D     | Carlo Streit            |
|    | Svizzera (bandiera) | D     | Alfredo Zoller          |
|    | Italia (bandiera)   | D     | Roberto Fronte          |
|    | Italia (bandiera)   | D     | Arduino De Violini      |
|    | Italia (bandiera)   | C     | Virgilio Fossati        |
|    | Svizzera (bandiera) | C     | Ernest Peterly          |
|    | Italia (bandiera)   | C     | Ernesto Crespi          |

| N. |                     | Ruolo | Calciatore         |
| -- | ------------------- | ----- | ------------------ |
|    | Italia (bandiera)   | C     | Carlo Payer        |
|    | Italia (bandiera)   | C     | Giovanni Capra     |
|    | Svizzera (bandiera) | C     | Max Winter         |
|    | Italia (bandiera)   | C     | Riccardo Eberhardt |
|    | Svizzera (bandiera) | C     | Rudolf Neudecker   |
|    | Svizzera (bandiera) | C     | Adolph Stebler     |
|    | Italia (bandiera)   | A     | Ermanno Aebi       |
|    | Brasile (bandiera)  | A     | Achille Gama       |
|    | Italia (bandiera)   | A     | Angelo Balbiani    |
|    | Italia (bandiera)   | A     | Luigi Boffi        |
|    | Italia (bandiera)   | A     | Antonio Payer      |
|    | Svizzera (bandiera) | A     | Bernard Schüler    |

## Calciomercato
| Acquisti | Acquisti                | Acquisti         | Acquisti   |
| R.       | Nome                    | da               | Modalità   |
| -------- | ----------------------- | ---------------- | ---------- |
| D        | Alessandro De Magistris | Minerva          | definitivo |
| D        | Enrico De Violini       | Milan            | definitivo |
| C        | Riccardo Eberhardt      | Milan            | definitivo |
| C        | Max Winter              | Old Boys Basilea | definitivo |
| A        | Angelo Balbiani         | Juventus         | definitivo |

| Cessioni | Cessioni          | Cessioni   | Cessioni   |
| R.       | Nome              | da         | Modalità   |
| -------- | ----------------- | ---------- | ---------- |
| P        | Heini Müller      | Winterthur | definitivo |
| D        | Hans Jenni        |            | svincolato |
| C        | Gian Maria Cadoni |            | svincolato |
| C        | Carlo Cocchi      |            | svincolato |
| C        | Furter            |            | svincolato |

## Risultati

### Prima Categoria
| Arbitro: | G.Colombo (Vercelli) |

|                                                      |           |                  |
| Neudecker 10’, 40’ Schüler ?’ Eberhardt ?’ Engler ?’ | Marcatori | ?’ (aut.) Fronte |

| Arbitro: | G.Colombo (Vercelli) |

|                           |           |                            |
| Gavinelli 35’ (rig.), 79’ | Marcatori | 39’, 61’ Peterly 55’ Payer |

| Arbitro: | Goodley (Torino) |

|                             |           |            |
| Bachmann 55’ Swift 60’, 65’ | Marcatori | 75’ Winter |

| Arbitro: | E.Colombo (Milano) |

|           |           |                    |
| Davis 30’ | Marcatori | ?’ Peterly ?’ Aebi |

| Arbitro: | Meazza (Milano) |

|  |           |                       |
|  | Marcatori | ?’ Rampini (I) ?’ Ara |

| Arbitro: | Meazza (Milano) |

|                         |           |  |
| Tobias 64’ Van Hege 77’ | Marcatori |  |

| Arbitro: | Radice (Milano) |

|                                   |           |                      |
| Eberhardt ?’ Peterly ?’ Winter ?’ | Marcatori | ?’ Follis ?’ Berardo |

| Arbitro: | Goodley (Torino) |

|                       |           |  |
| Santamaria ?’, ?’, ?’ | Marcatori |  |

| Arbitro: | Magni (Milano) |

|  |           |              |
|  | Marcatori | ?’ Bollinger |

| Arbitro: | Magni (Milano) |

|            |           |                   |
| Winter 36’ | Marcatori | 65’ (aut.) Viganò |

| Arbitro: | Malvano (Torino) |

|  |           |                                    |
|  | Marcatori | ?’ Crocco (II) ?’ Mariani ?’ Hurni |

| Arbitro: | Meazza (Milano) |

|                                                 |           |  |
| Rampini (I) ?’ Corna ?’ Valle ?’ Ferraro (I) ?’ | Marcatori |  |

| Arbitro: | Magni (Milano) |

|                 |           |                                         |
| Engler ?’ Trerè | Marcatori | ?’ Tobias ?’ Van Hege ?’ Lana ?’ Carrer |

| Arbitro: | Scarioni (Milano) |

|            |           |                       |
| Moretti ?’ | Marcatori | ?’ Sardi ?’ Baglietto |

| Arbitro: | Meazza (Milano) |

|  |           |                     |
|  | Marcatori | (aut.) Hess ?’ Gama |

| Arbitro: | Meazza (Milano) |

|  |           |                                    |
|  | Marcatori | ?’ Engler ?’ Gama ?’ Aebi ?’ Payer |